# Josyf Bocian
Josyf Bocian (ur. 10 marca 1879 w Busku, zm. 21 listopada 1926) – ukraiński teolog, biskup greckokatolicki, dr nauk teologicznych.
Ukończył greckokatolickie seminarium duchowne we Lwowie (1902–1905) oraz Kolegium Teologiczne w Innsbrucku (Austria). Święcenia kapłańskie przyjął w 1904 roku. Pracę doktorską z teologii obronił w Instytucie św. Augustyna (1909). W latach 1910–1914 rektor greckokatolickiego seminarium duchownego we Lwowie. W 1914 r. został tajnie wyświęcony przez metropolitę Andrzeja Szeptyckiego na biskupa zlikwidowanej ukazem carskim unickiej diecezji łuckiej.
W latach 1914–1917 przebywał na zesłaniu na Syberii. W 1916 r. odwiedził przebywającego na zesłaniu w Kursku metropolitę A. Szeptyckiego. Wykładowca lwowskiej greckokatolickiej Akademii Teologicznej. Miał objąć stanowisko ordynariusza greckokatolickiej diecezji łuckiej, która ostatecznie nie została powołana. Od 1925 r. był biskupem pomocniczym metropolity A. Szeptyckiego. 9 października 1925 r. wyświęcił na kapłana redemptorystę obrządku wschodniego ks. Wasyla Wełyczkowskiego.
Współpracownik i współredaktor czasopism „Katolicki Wschód”, „Niwa” i „Bohosłowija”. Autor szkicu „Митрополит Потій, апостол Унії” w pracy zbiorowej „Ювілейна Книга в 300-літні роковини митроп. І. Потія” (Lwów 1914). Przełożył na język ukraiński traktat ascetyczny św. Tomasza à Kempis „O naśladowaniu Chrystusa” (ostatnie wydanie: „Swiczado”, Lwów 2001). Zmarł we Lwowie 21 listopada 1926 roku.